# 白加
白加爵士，GCB（Sir George Digby Barker，1833年10月9日—1914年4月15日），英國軍人和殖民地總督。1890年派駐香港，出任駐中國及香港英軍司令，1891年5月至12月出任署理香港總督。香港太平山山頂的白加道就是以他命名。
白加於1895年離港，由布力爵士接任駐港英軍司令。1896年至1901年，白加出任百慕大總督。1902年退休。